# Clarac (Alto Garona)
 Clarac  es una población y comuna francesa, en la región de Mediodía-Pirineos, departamento de Alto Garona, en el distrito de Saint-Gaudens y cantón de Montréjeau.

## Demografía
| 137 | 167 | 189 | 255 | 452 | 508 |
| Para los censos de 1962 a 1999 la población legal corresponde a la población sin duplicidades (Fuente: INSEE [Consultar]) |     |     |     |     |     |